# Stazioni della metropolitana di Parigi
Di seguito sono elencate le stazioni della metropolitana di Parigi, suddivise per linea.

## Note introduttive

Schema delle linee della RER e della metropolitana di Parigi.

### Linea 1

Schema della linea 1

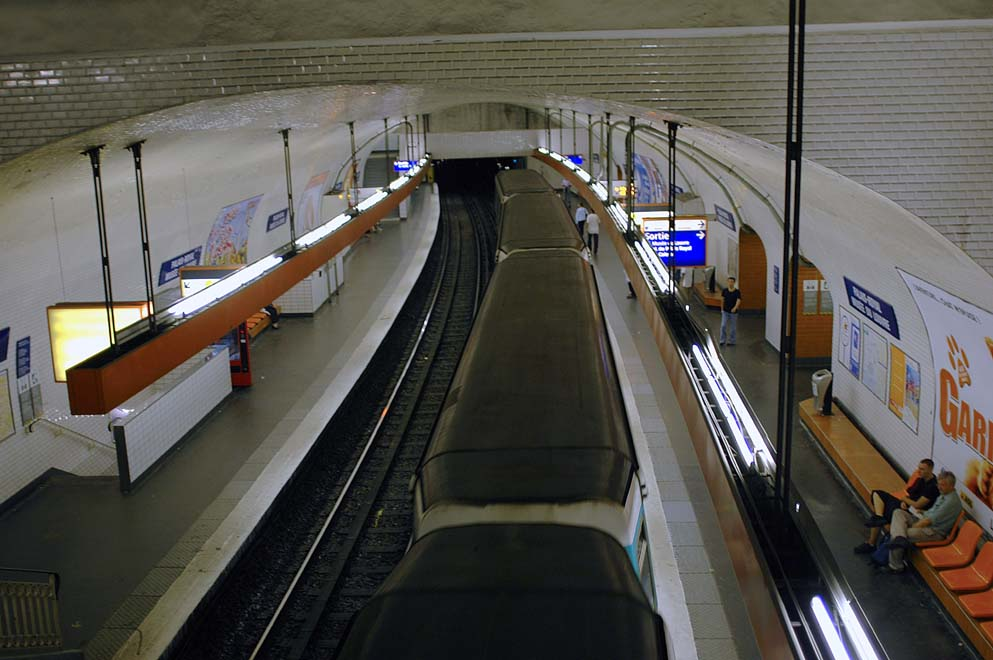
Un treno nella stazione Palais Royal / Musee du Louvre

### Linea 2

Schema della linea 2

### Linea 3

Schema della linea 3

### Linea 3 bis

Schema della linea 3bis

### Linea 4

Schema della linea 4

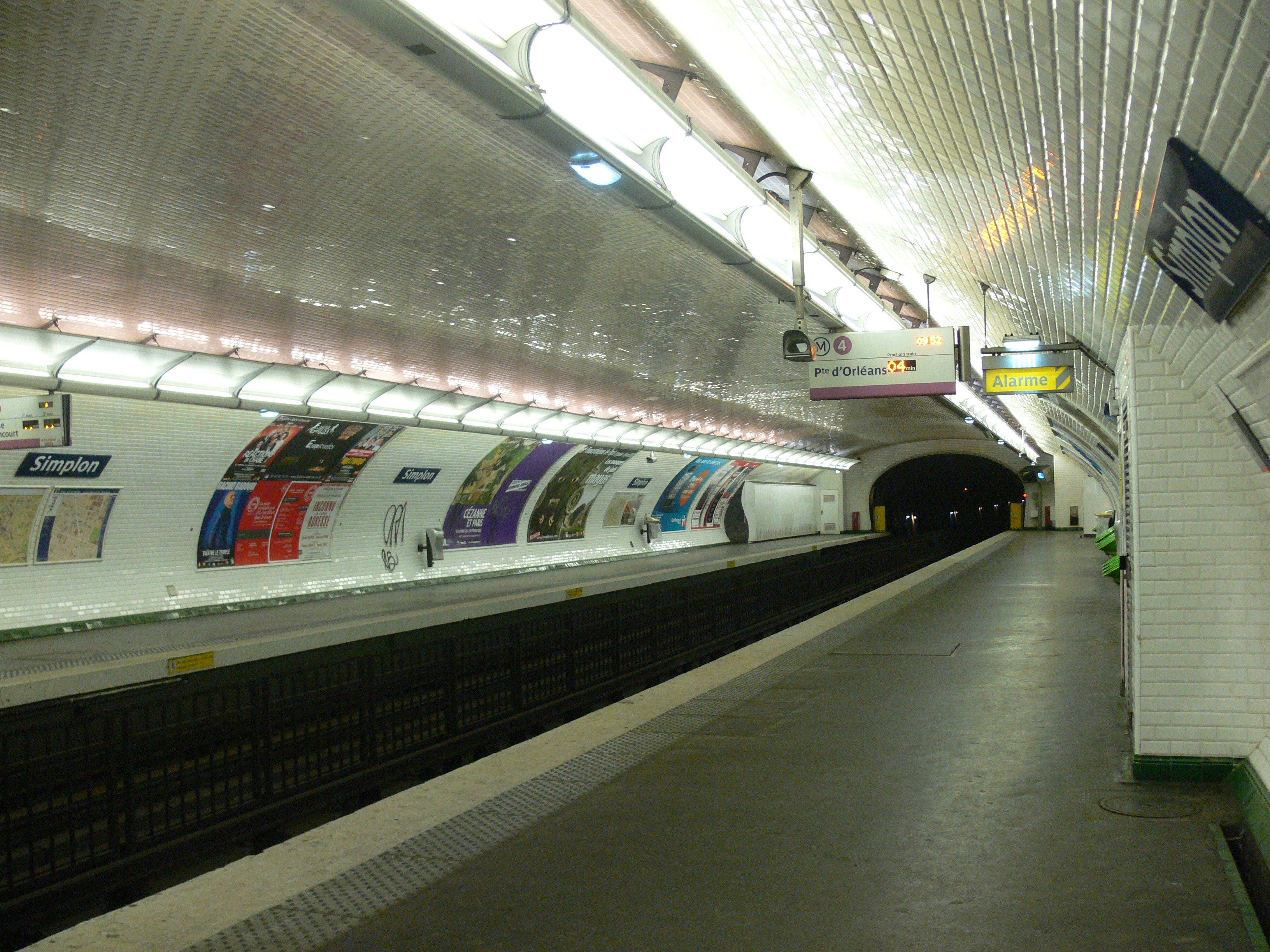
Interno del Métro, qui la stazione Simplon

### Linea 5

Schema della linea 5

### Linea 6

Schema della linea 6

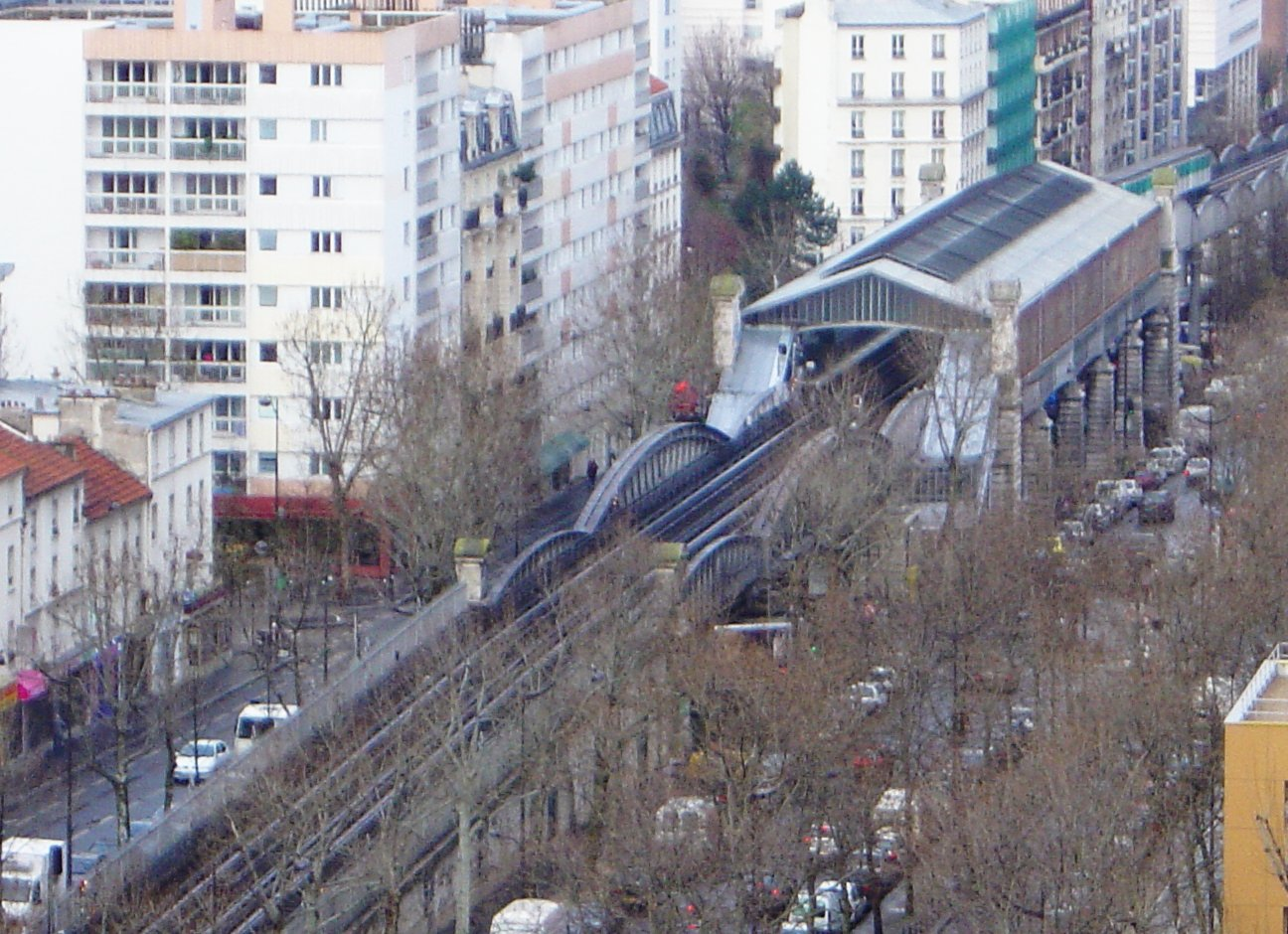
Gran parte della linea 6 e brevi tratti delle linee 2 e 5 sono costruite sui boulevards, con stazioni sopraelevate. Anche alcune stazioni nei sobborghi sono sopraelevate.